# Юлий Констанций
Ю́лий Конста́нций (лат. Iulius Constantius; погиб в 337 году) — римский государственный деятель первой половины IV века, единокровный брат императора Константина I Великого, консул 335 года. Отец двух императоров — Констанция Галла и Юлиана Отступника.

## Биография
Юлий Констанций родился после 289 года. Он был сыном императора Констанция I Хлора и Флавии Максимианы Феодоры, приёмной дочери императора Максимиана. У него было два брата — консул 334 года Далмаций Старший и Ганнибалиан Старший, а также три сестры — Анастасия, Флавия Юлия Констанция и Евтропия. Император Константин I приходился ему единокровным братом, так как он был сыном Констанция I Хлора от Елены. Поскольку Юлий Констанций стал консулом только лишь спустя два года после своего брата Далмация, отсюда можно сделать вывод, что он, очевидно, был моложе его. Во всех надписях, где перечисляются дети Констанция Хлора и Феодоры, он постоянно упоминается на втором или третьем месте.
По всей видимости, в какой-то момент времени Юлий Констанций был отослан от императорского двора по инициативе своей мачехи Елены. Первоначально он жил в таком положении полуизгнанника вместе с Далмацием и Ганнибалианом в Толосе в Нарбонской Галлии, где не мог вступить в контакт с армией. Около 325 года Юлий Констанций на протяжении некоторого периода оставался в своём имении в Этрурии, где у него родился сын Констанций Галл. Затем он останавливался в Коринфе и, наконец, после долгих странствий был призван к императорскому двору в Константинополь, где, по сообщению Либания, жил в полной гармонии со своим сводным братом. В 335 году Юлий Констанций получил от императора звание патрикия и помимо этого был назначен на должность ординарного консула вместе с Цейонием Руфием Альбином. Сообщения некоторых источников, в частности, Зосима, рассказывающие о том, что Юлий Констанций также был возведён в ранг цезаря, представляется не соответствующими действительности. В отличие от другого своего сводного брата Далмация, Константин мало привлекал Констанция к участию в политической деятельности.
В конечном счёте, в 337 году после смерти Константина I несколько представителей его семьи были убиты солдатами. Среди них оказался и Констанций вместе со старшим сыном. По приказу сына и преемника Константина Великого Констанция II его имущество было полностью конфисковано. Как рассказывает Филосторгий, также широко распространялись слухи, что Юлий Констанций и его брат Далмаций отравили императора
Юлий Констанций был женат дважды. Его первой супругой была Галла — сестра консула 347 года Вулкация Руфина и консула 358 года Нерация Цереала. В их браке родилось двое сыновей и дочь. Старший сын, чьё имя не известно, как было сказано ранее, погиб в 337 году вместе со своим отцом. Младший, Констанций Галл, в 351—354 годах был цезарем при своём двоюродном брате Констанции II. Дочь Юлия Констанция, имя которой также остаётся невыясненным, в 335 году вышла замуж за Констанция II. Согласно предположению Ноэля Ленски, в браке Галлы и Юлия Констанция была ещё одна дочь, родившаяся между 324 и 331 годами и вышедшая замуж за Юста. Их ребёнком стала Юстина, супруга императора Валентиниана I.
В Константинополе Юлий Констанций во второй раз женился на Василине, дочери консула 325 года Юлия Юлиана. У них родился сын Флавий Клавдий Юлиан, известный как Юлиан Отступник и правивший империей в 361—363 годах. Василина же умерла через несколько месяцев после родов.